# Carnotaurinae

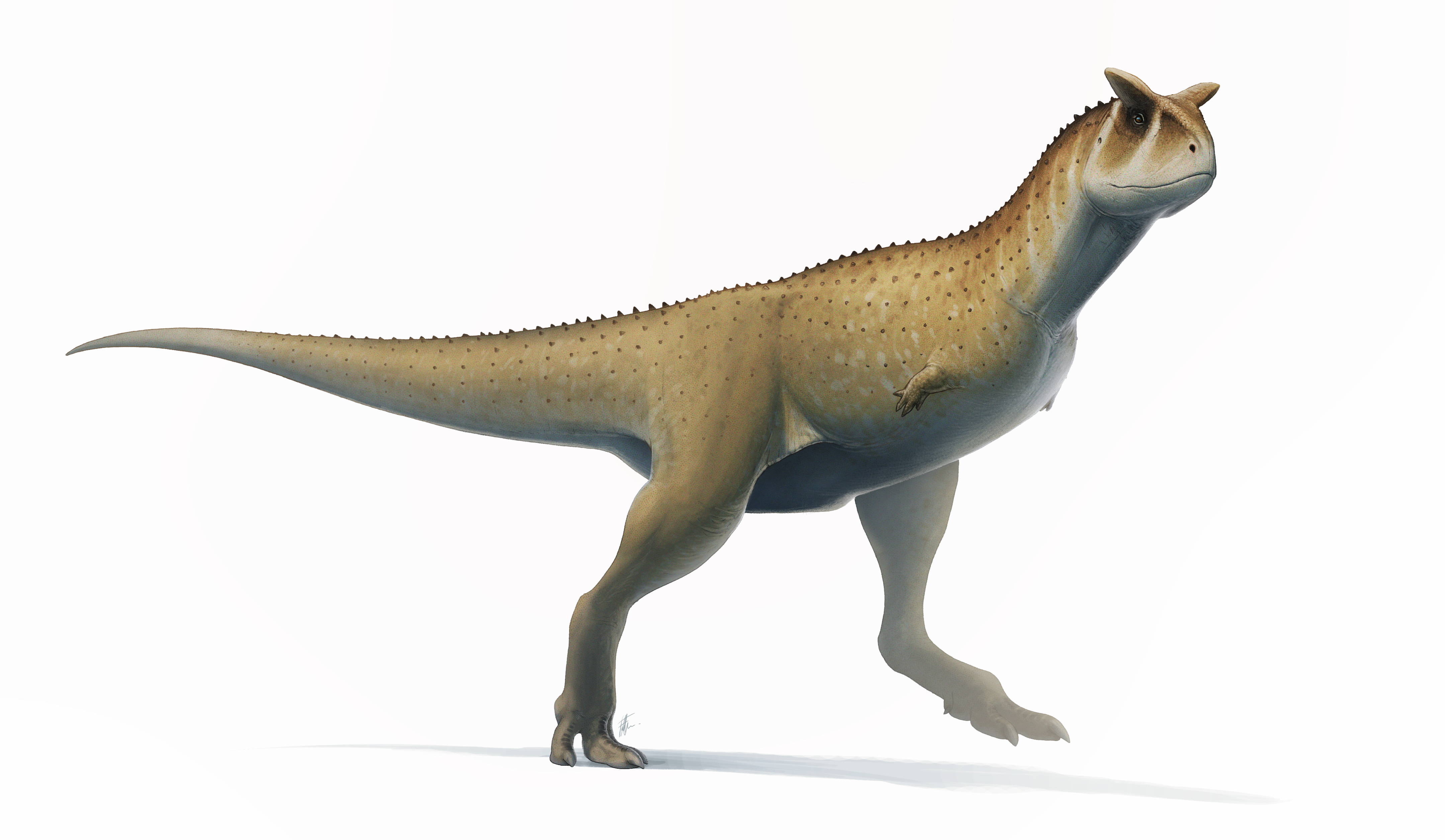
Carnotaurus

De Carnotaurinae zijn een groep theropode dinosauriërs behorend tot de Abelisauroidea.
In 1998 definieerde Paul Sereno een onderverdeling van de Abelisauridae als de Carnotaurinae: alle Abelisauridae nauwer verwant aan Carnotaurus dan aan Abelisaurus. Hoewel de naam de vorm van een onderfamilie heeft, bedoelde Sereno het concept puur als een klade, dus niet als taxon. In 2004 verbeterde hij zijn definitie: de groep bestaande uit Carnotaurus sastrei en alle soorten nauwer verwant aan Carnotaurus dan aan Abelisaurus comahuensis.
Mogelijke Carnotaurinae buiten Carnotaurus zelf zijn: Rajasaurus, Majungasaurus, Aucasaurus.
De groep bestaat uit middelgrote roofsauriërs uit het Campanien tot Maastrichtien van Zuid-Amerika, India en Madagaskar. Ze hebben alle vrij grote hoorns boven de oogkassen.
Een mogelijk kladogram is het volgende:
|  | Carnotaurus |
|  |             |
|  | Aucasaurus  |
|  |             |

|  | Ilokelesia                                                          |
|  |                                                                     |
|  | \| \| Skorpiovenator \| \| \| \| \| \| Ekrixinatosaurus \| \| \| \| |
|  |                                                                     |
|  | Skorpiovenator                                                      |
|  |                                                                     |
|  | Ekrixinatosaurus                                                    |
|  |                                                                     |

|  | Skorpiovenator   |
|  |                  |
|  | Ekrixinatosaurus |
|  |                  |

|  | Carnotaurus |
|  |             |
|  | Aucasaurus  |
|  |             |

|  | Ilokelesia                                                          |
|  |                                                                     |
|  | \| \| Skorpiovenator \| \| \| \| \| \| Ekrixinatosaurus \| \| \| \| |
|  |                                                                     |
|  | Skorpiovenator                                                      |
|  |                                                                     |
|  | Ekrixinatosaurus                                                    |
|  |                                                                     |

|  | Skorpiovenator   |
|  |                  |
|  | Ekrixinatosaurus |
|  |                  |

|  | Carnotaurus |
|  |             |
|  | Aucasaurus  |
|  |             |

|  | Ilokelesia                                                          |
|  |                                                                     |
|  | \| \| Skorpiovenator \| \| \| \| \| \| Ekrixinatosaurus \| \| \| \| |
|  |                                                                     |
|  | Skorpiovenator                                                      |
|  |                                                                     |
|  | Ekrixinatosaurus                                                    |
|  |                                                                     |

|  | Skorpiovenator   |
|  |                  |
|  | Ekrixinatosaurus |
|  |                  |

|  | Carnotaurus |
|  |             |
|  | Aucasaurus  |
|  |             |

|  | Ilokelesia                                                          |
|  |                                                                     |
|  | \| \| Skorpiovenator \| \| \| \| \| \| Ekrixinatosaurus \| \| \| \| |
|  |                                                                     |
|  | Skorpiovenator                                                      |
|  |                                                                     |
|  | Ekrixinatosaurus                                                    |
|  |                                                                     |

|  | Skorpiovenator   |
|  |                  |
|  | Ekrixinatosaurus |
|  |                  |